# Hospital Provincial de Valladolid
El Hospital Provincial es un edificio perteneciente al antiguo hospital de la ciudad de Valladolid (España), actualmente en uso institucional por la Diputación de Valladolid.

## Historia

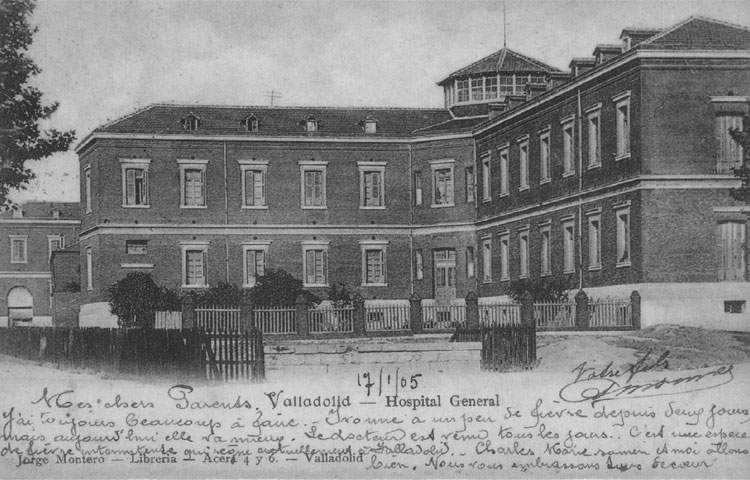
Postal de 1905 del hospital.

A finales del siglo XIX, el hospital provincial de referencia para Valladolid era el vetusto Hospital de la Resurrección, en activo desde el siglo XVI y que amenazaba ruina. El Ayuntamiento de Valladolid, junto a la diputación provincial y el gobierno central, acordaron la construcción de un nuevo hospital situado en el entorno del Prado de la Magdalena de la ciudad, donde también se ubicaría la Facultad de Medicina.
El nuevo hospital se elaboró según proyecto del arquitecto Teodosio Torres, la construcción tuvo lugar entre 1884 y 1889, con reformas posteriores en 1909 y 1968.

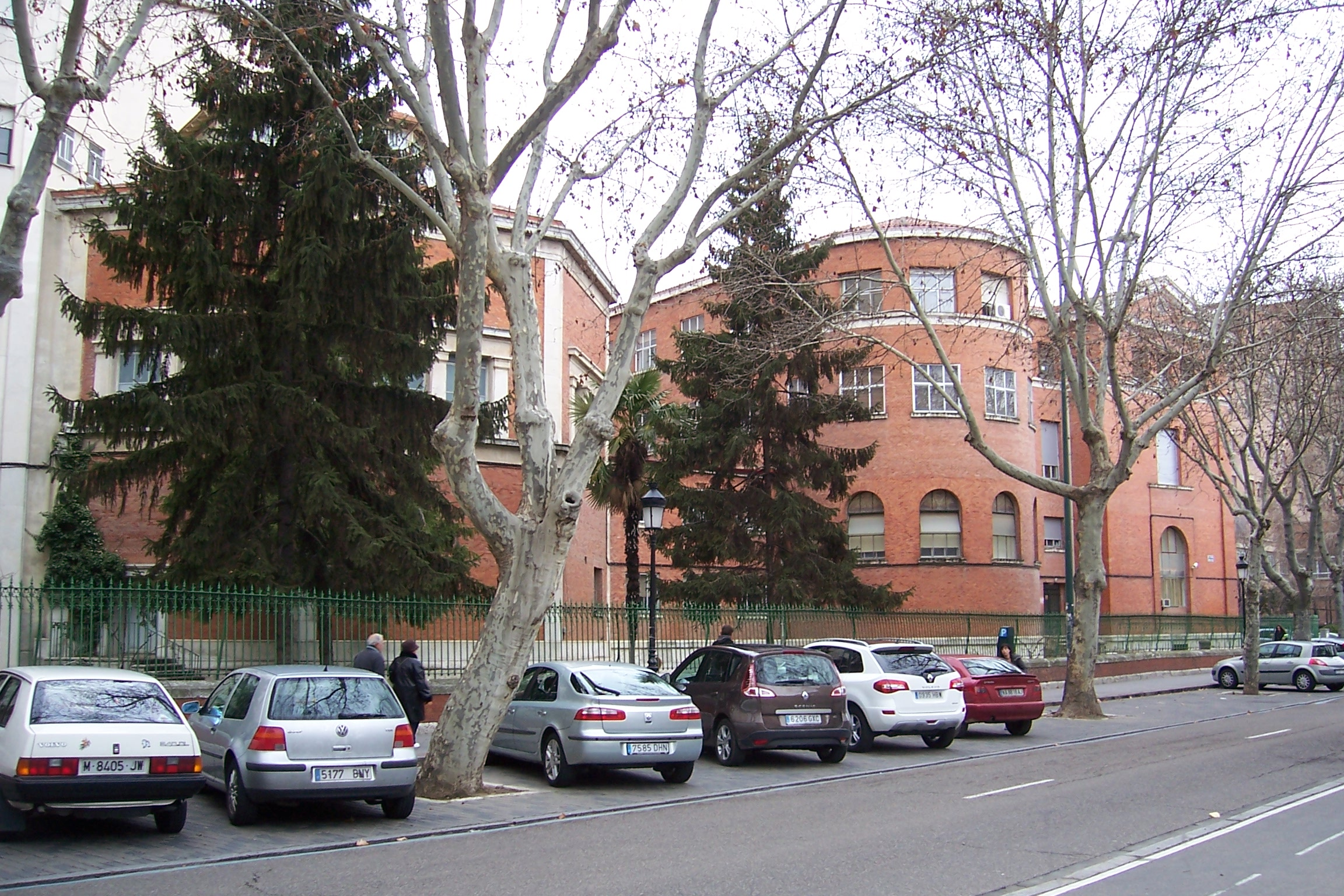
Vista desde la Avenida Ramón y Cajal. El edificio es parte ahora de la Facultad de Medicina de Valladolid.

Se trata de una arquitectura sobria de líneas clásicas, con referencias a la arquitectura centroeuropea de la época, formada por una serie de pabellones longitudinales articulados alrededor de los elementos centrales de comunicación de forma octogonal, sin seguir ningún estilo en concreto. Para su construcción se utilizaron vigas de hierro, pero las armaduras son de madera. En el exterior se utiliza el ladrillo rojo prensado junto con piedra en zócalos, cornisas, vierteaguas y guardapolvos. Las cubiertas son de estructura metálica y acabado de teja cerámica plana.
Con la inauguración del Hospital Clínico Universitario de Valladolid a apenas unos metros en la década de 1970, el conjunto fue rehabilitado para uso institucional por la Diputación Provincial de Valladolid y como parte de la Facultad de Medicina de Valladolid.